# Roter See (Brüel)
Der Rote See ist ein See auf dem Stadtgebiet von Brüel in Mecklenburg-Vorpommern innerhalb der Sternberger Seenlandschaft.
Der See entstand in der Pommerschen Staffel der Weichseleiszeit zwischen Sander der Haupteisrandlage und Grundmoräne des maximalen Eisvorstoßes. Er liegt in einer Senke mit steilen Ufern.
Das Gewässer hat bei einer Ausdehnung von etwa fünfhundert Metern in Ost-West-Richtung eine Breite von ungefähr 220 Metern und eine Fläche von sieben Hektar. Die Wasserfläche liegt 23,1 m ü. NHN. Die Umgebung des Sees ist bewaldet. Das Angeln ist möglich. Durch seine reizvolle Umgebung und sauberes Wasser dient der See als Naherholungsgebiet für die Stadt Brüel. Am Ufer liegen eine Badeanstalt, ein Bootsverleih, eine Blockhütte mit Gaststätte und ein Campingplatz. Unweit des Sees befinden sich die Siedlung und das Herrenhaus Kronskamp.